# Matei Țimforea
Matei Țimforea pe numele său real Matei Purcariu, zis Matei sin Florii / Țimforea (n. 1836, Cârțișoara, Sibiu, România – d. 24 ianuarie 1906, Cârțișoara, Sibiu, România) a fost un pictor român de icoane pe sticlă din Transilvania. Originar din Depresiunea Făgărașului, a fost denumit de etnografa Juliana Fabritius-Dancu ca  „... cel mai pitoresc povestitor dintre iconarii Transilvaniei”.
A avut un dar al observației și o fantezie bogată, care au făcut ca lucrările realizate de el să aibă o notă de umor autentic țărănesc. De aceea, analiștii operei lui l-au considerat a fi, cea mai interesantă personalitate dintre iconarii Țării Oltului.

## Biografie

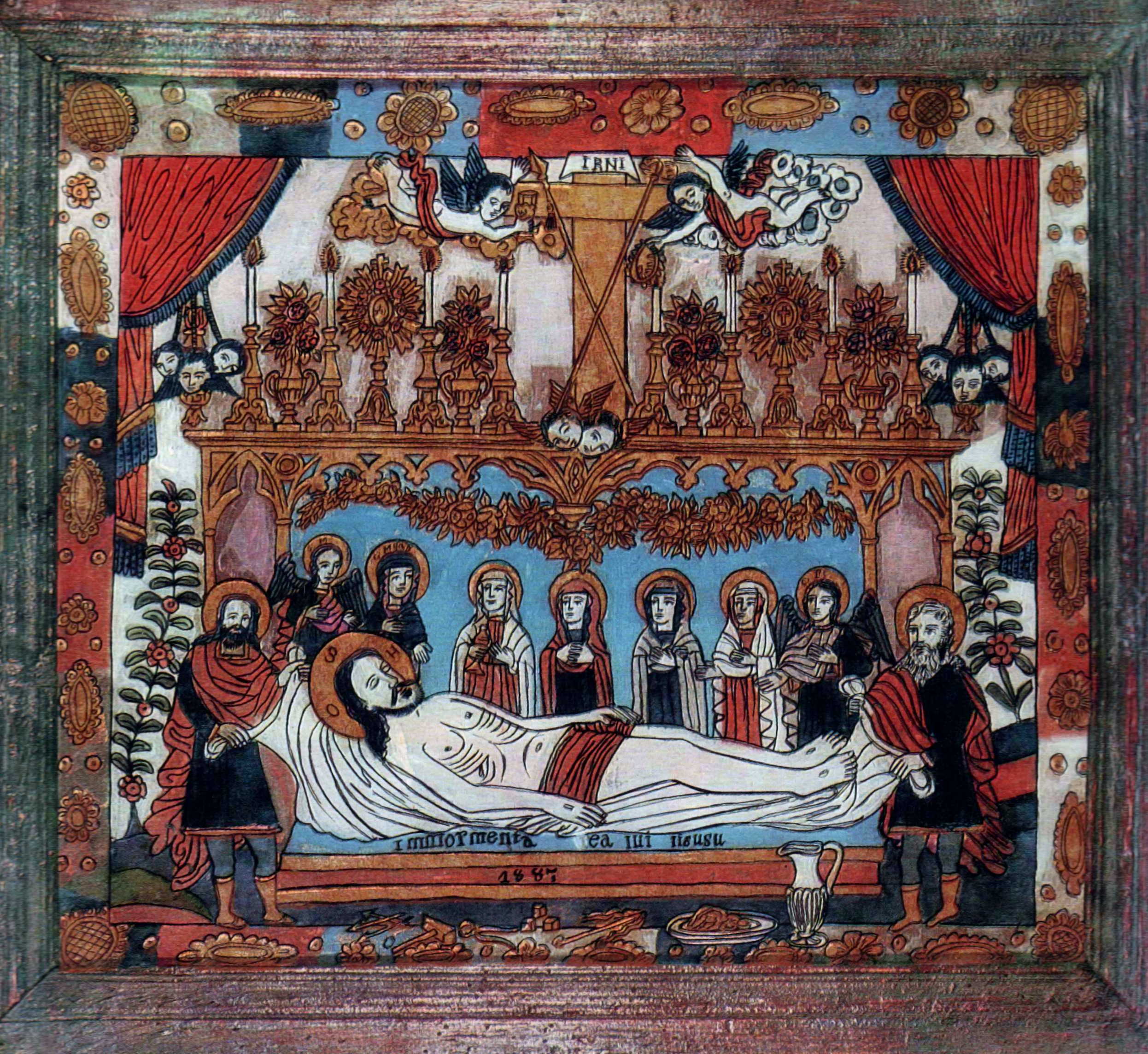
- Înmormântarea lui Isus ***
Matei Țimforea, icoană pe sticlă, 44 x 49,5 cm
Colecția Bidian (1887)
.......................................

Prin mijlocul satului Cârțișoara, aflat la poalele Munților Făgăraș, trece Râul Bâlea care împarte localitatea în două părți, una care poartă numele de Streza și una, de Oprea. Matei Țimforea s-a născut în Cârțișoara - Oprea în anul 1836, în familia unui țăran iobag cu numele de Ion Purcariu. Oprea se afla în acea vreme sub administrația moșiei contelui Oliver Teleky. Conform tradiției orale cercetată de etnografii Dancu în deceniul al șaselea al secolului al XX-lea, Ion Purcariu ar fi pictat pe sticlă, dar nu există o certitudine în acest sens. Așa cum spune tradiția, Matei Țimforea ar fi învățat meșteșugul de la tatăl lui, deoarece nimic din opera sa nu spune că ar fi putut fi ucenicul lui Savu Moga din Arpașu de Sus.
Pe de altă parte, există un adevăr care spune că Țimforea ar fi copiat unele teme de la Moga, datorită faptului că a fost mai tânăr cu douăzeci de ani ca el și că Arpașu de Sus se afla la doar trei kilometri distanță de Cârțișoara, unde cu siguranță că existau icoane făcute de acest meșter iconar. Numele de Țimforea este o poreclă pe care Matei a dobândit-o după decesul tatălui său, datorită conjucturii în care el a devenit fiul Floarei, recte Matei sin Florii, care a luat forma prin contopire de Țimforea. În 1965, atunci când Juliana Dancu a fost la Cârțișoara, ea a cunoscut câțiva bătrâni ai satului care-și aminteau de Matei. Ei l-au caracterizat ca fiind un om mic de statură, cu o înfățișare dizgrațioasă, care la bătrânețe era bolnav (beteag în dialectul localnicilor) și gușat, dar mare sufletist. Așa cum era obiceiul locului, purta plete lungi dar, avea un handicap, era șchiop. De aceea, el nu putea să lucreze pământul precum consătenii lui, dar avea o anumită vocație în pictură pe care a și urmat-o. Materia primă o procura de la glăjăria din sat și astfel, Matei s-a apucat de pictura de icoane pe sticlă.
Matei Țimforea a avut de la prima sa soție doi băieți, Ioan, născut în 1869, și Matei, născut în 1876. Ioan i-a fost ucenic și ajutor în atelier. Mai târziu, Ioan a lucrat singur, așa cum se vede pe unele icoane pe care le-a semnat cu litere chirilice cu Ioan Purcariu pitor, vezi icoana Sfântul Nicolae datată în 1900 din Colecția Scorobeț din Cârțișoara. Sfântul Nicolae a fost proiectat pe un fond albastru deschis cu motive florale similare celor folosite de Matei, dar supradimensionate și tratate naturalist. Alte două icoane realizate de Ioan sunt cele din Colecția poetului Aurel Rău din Cluj. Una este semnată cu Ioan Mateiu Purcariu, nedatată. Tema este cea a Sfântului Gheorghe care este în mijlocul unei compoziții alegorice neobișnuite, desenată în grabă, în care sunt scrise cuvintele Europa, America și Lumea Nouă. Elementele simbolice sunt soarele și luna, un sfânt călare pe un cal alb într-un racursiu plin de ciudățenie și un balaur. Cealaltă este semnată cu Ion Purcariu, datată în 1890, cu tema Sfântului Nicolae care patronează o compoziție cu desene fermecătoare, două corăbii fiind bijuterii grafice în miniatură.
Ioan Purcariu a fost căsătorit cu o fată din Bradu și ca urmare, el s-a stabilit acolo, lângă Avrig. Ioan Purcariu a abandonat meșteșugul picturii pe sticlă după treizeci de ani de activitate în acest domeniu, fără a se cunoaște, astăzi, motivele pentru care a făcut acest lucru. Conform cercetărilor soților Dancu de până în 1970, nu se cunoșteau lucrări care să fie datate după anul 1900.
Matei Țimforea s-a căsătorit a doua oară cu Salomea Monea din Arpașu de Sus. Din cauză că și ea suferea de gușă, sătenii au schimbat toponimul dealului unde locuia Matei Țimforea din al Purcărescului în Dealul Gușii. Neavând în proprietate vreo bucată de pământ, Matei a trăit în sărăcie toată viața lui, acest fapt fiind cauzat și de faima pe care o avea Savu Moga în toată regiunea, de mare iconar pe sticlă. Casa unde s-a născut și în care și-a găsit sfârșitul, a fost demolată în 1955. Era făcută din bârne și acoperită cu paie. O bătrână a satului, care l-a cunoscut în tinerețea sa, a descris sărăcia endemică în care acesta a trăit. Infirmitatea l-a oprit să muncească la fel ca localnicii în mijlocul cărora trăia. Acest fapt, i-a dat însă posibilitatea de a-i studia. Sărăcia în care a trăit, i-a cauzat anumite resentimente ale căror urmări au dus la un ascuțit simț al dreptății. Nu numai propria experiență, dar și amintirea generațiilor de țărani oropsiți în iobăgia lor, au cultivat acest sentiment care s-a transpus cu pregnanță în scenele judecăților de apoi pe care le-a pictat. Observațiile făcute asupra semenilor lui, Țimforea le-a consemnat cu bucurie în icoanele pe care le făcea.
Data decesului lui Țimforea a fost înscrisă în Registrul morților de la Biserica „Sf. Nicolae” din Cârțișoara, la pagina nr. 146, nr. 1 - 11/24 ianuarie 1906, și nu în 1904, așa cum a fost consemnată în toate referințele bibliografice.

## Opera
Matei Țimforea a fost un povestitor pasionat în tot ce a realizat în opera sa. Unicitatea ei este datorată în primul rând narațiunii sale. Studiindu-i opera, soții Dancu au fost de părere că renumele lui Țimforea a apărut ca urmare a tematicii sale preferate Judecata de Apoi. Iconarului nu i-a scăpat niciun amănunt. El a înfățișat totul cu mare exactitate și foarte veridic. A fost un fin observator al moravurilor, a păcatelor lumii și a însușirilor pe care le vedea în jurul său.
Matei, pe lângă icoane pe sticlă, a lucrat și icoane pe suport de lemn, crucifixe și lăzi de zestre. Există în biserica din Cârțișoara-Streza, o pictură pe lemn cu tema Pogorârea Sfântului Duh, care este datată în 1899. În același sat, soții Dancu au mai identificat și o ladă de zestre pe care a semnat-o și a datat-o în 1896. Pe ea, lucru neobișnuit pentru un obiect de acest fel, Țimforea a inscripționat și prețul cu care a vândut-o - „6 florinți”. De asemenea, în Cârțișoara sunt și câteva canapele, bănci cu ladă și spetează, care au fost pictate de Matei.
Există în pictura meșterului și un subiect laic, o miniatură de 8 x 9 cm, care înfățișează pe împăratul Franz Joseph al Austriei și este datată în 1889, Colecția Scorobeț. Împăratul este redat până la genunchi și poartă o tunică plină de decorații. Probabil că sursa de inspirație a fost acele medalioane care erau imprimate decorative de pe ceștile de cafea sau vazele de flori. Medalionul are circumscris o coroană cu flori, fondul general este roz cu niște striații roșii, care dau un efect decorativ modern. Mai există în pictura pe sticlă românească o astfel de abordare, tot cu Franz Joseph, dar altfel concepută, al cărei autor este Nicolae Oancea din Vale, din Mărginimea Sibiului.
Opera pe care a lăsat-o Matei Țimforea, nu se ridică la o măestrie comparabilă cu cea a lui Savu Moga. Ea nu are o consistență artistică precum cea a concurentului său din Arpașu de Sus. Icoanele lui Matei sunt, de fapt, niște narațiuni în desen colorat. Sunt niște ilustrații ale legendelor care apar în Biblie, văzute desigur, prin imaginația sa de țăran al acelui loc și timp. Totul a fost redat cu o pasiune certă a descrierii, cu căldură și fantezie, reușind în final să facă opera sa să fie mai apropiată de sufletul privitorului ca cea a lui Moga.
În icoanele artistului, se poate urmări o gândire originală, prin comparație cu realizările zugravilor care au rămas în lucrările lor, fideli erminiilor. Se vede la Țimforea o gândire a unei conștiințe colective care ajunge la sublim, dar mai acută și mai trează datorită unei situații speciale a stării generale a lui, definită de sărăcie și infirmitate.

### Tematica
Matei Țimforea a pictat numeroase icoane cu tema Judecății de Apoi într-un așa fel, cum nu au fost realizate niciodată de vreun alt iconar. A avut o interpretare pur personală, creând narațiuni cu multe scene dispuse în trei sau patru registre vizuale, care trebuie citite de obicei secvențial, de la stânga la dreapta. A introdus în aceste scenete detalii pitorești și o fantezie debordantă, înfâțișând personaje imaginare cu care a populat iadul - draci, hidre și Leviatanul biblic. Se vede în ele o anume satisfacție a artistului în felul cum a descris pe cei care erau legați în lanțuri, fripți pe grătare încinse cu foale, similare cu cele folosite în forja satului, pe cei torturați cu unelte agricole precum furcile sau coasele, totul având ca sursă, setea lui de dreptate și resentimentul unui suflet umilit și chinuit. În acest mod, Țimforea s-a revărsat fără opreliști în lucrările pe care le-a făcut.
Meșterul iconar din Cârțișoara s-a exprimat artistic și în alte teme, ca Patimile Domnului sau subiecte ce țin de ciclul cristologic - Nașterea Domnului, Isus Pantocrator, Înmormântarea Domnului, Isus cu vița de vie. A pictat sfinții protectori Haralambie, Nicolae, Teodor-Tiron, Ilie și Sfântul Gheorghe. Pe ultimii doi i-a pictat deseori, datorită unei cereri pe măsură. În opera sa au rămas și sfinții onomastici ca Petru și Pavel, Sfânta Paraschiva, Sfinții Constantin și Elena etc.
A înfățișat pe Sfântul aducător de ploaie, pe Sfântul Ilie, care era cerut cu entuziasm de comanditari. Însă caii de jăratec, i-au stimulat fantezia. El i-a înhămat la o trăsură boierească, așa cum a văzut probabil, la stăpânul Teleky al moșiei din Cârțișoara. Pe capra trăsurii a figurat un înger-vizitiu și un altul care mână caii în zbor. Al treilea înger călărește unul dintre bidiviii înaintași. În acest fel a văzut Matei cinstea care i se cuvenea unui mere domn care a pornit într-o lungă călătorie. Se cunosc la această tematică mai multe variante. De obicei, caii i-a colorat în roșu, în număr de doi sau patru. Ei sunt plasați pe un fundal albastru de cobalt, dar există și o variantă pe un fond alb-roz. Deoarece compoziția este una cu puține personaje, ele au fost mai ușor de armonizat pe un fond albastru. La compozițiile cu un grad mai mare de complexitate, unde a figurat o mulțime de omuleți, pentru a aduce claritate imaginii, a folosit un fond neutru sau alb.
Mate Țimforea s-a îndepărtat adesea de erminii, cu o doză de curaj și naivitate consistentă. El a introdus în compoziții elemente de peisaj, care au de cele mai multe ori un caracter arhitectonic, uneori cu valențe locale. Astfel, în icoana Isus împărat, cetatea Ierihonului apare ca un peisaj citadin amplu, care are o arhitectură de influență barocă, fapt ce indică că sursa probabilă de inspirație a fost o ilustrație.
Din plăcerea de a povesti, artistul a adus uneori în operele lui și unele elemente bizare pe care le-a găsit în viața de zi cu zi. Astfel, într-o icoană cu Sfântul Gheorghe datată în 1889, a plasat între picioarele calului, o pasăre care-și păzește cuibul cu ouă cu aripile întinse. La un sătean, din localitate, se află o icoană cu tema Maica Domnului unde apare un cârd de gâște. Într-o icoană cu tema Nașterea Domnului, care se află în Biserica din Arpașu de Sus, decorul este format dintr-o stâncă cu cascadă, similară cu cea din realitate de pe muntele din apropiere. Oierul aduce ca dar un miel, iar în registrul inferior se vede o oaie culcată și unul din magi a fost înveșmântat în uniformă militară maghiară.

### Compoziția
Matei Țimforea a ilustrat zeci și sute de personaje. Densitatea lor în scenele pe care le-a pictat a fost posibilă prin folosirea perspectivei verticale. Astfel, el a rânduit numeroase figuri mici în trei registre. Registrul superior care corespunde raiului, cel inferior, al iadului și cel de prim-plan, corespunzător pământului. Pentru a compune un cadru narativ compus din mai multe imagini descriptive, Țimforea a împărțit suprafața lucrării într-o suită de scene mici, care prin succesiune lor, fac ca timpul să fie redat spațial. Un exemplu este de văzut în icoana cu Patimile Domnului. O astfel de compoziție este caracteristică artei primitive, dar ea este întâlnită și în pictura romantică și gotică pentru reprezentările ce desfășurau povestirea pe frize murale. Narativul ce se reflectă cu lux de amănunte din această succesiune de imagini, suplinește scrisul și cititul care era în acele vremuri apanajul claselor privilegiate.

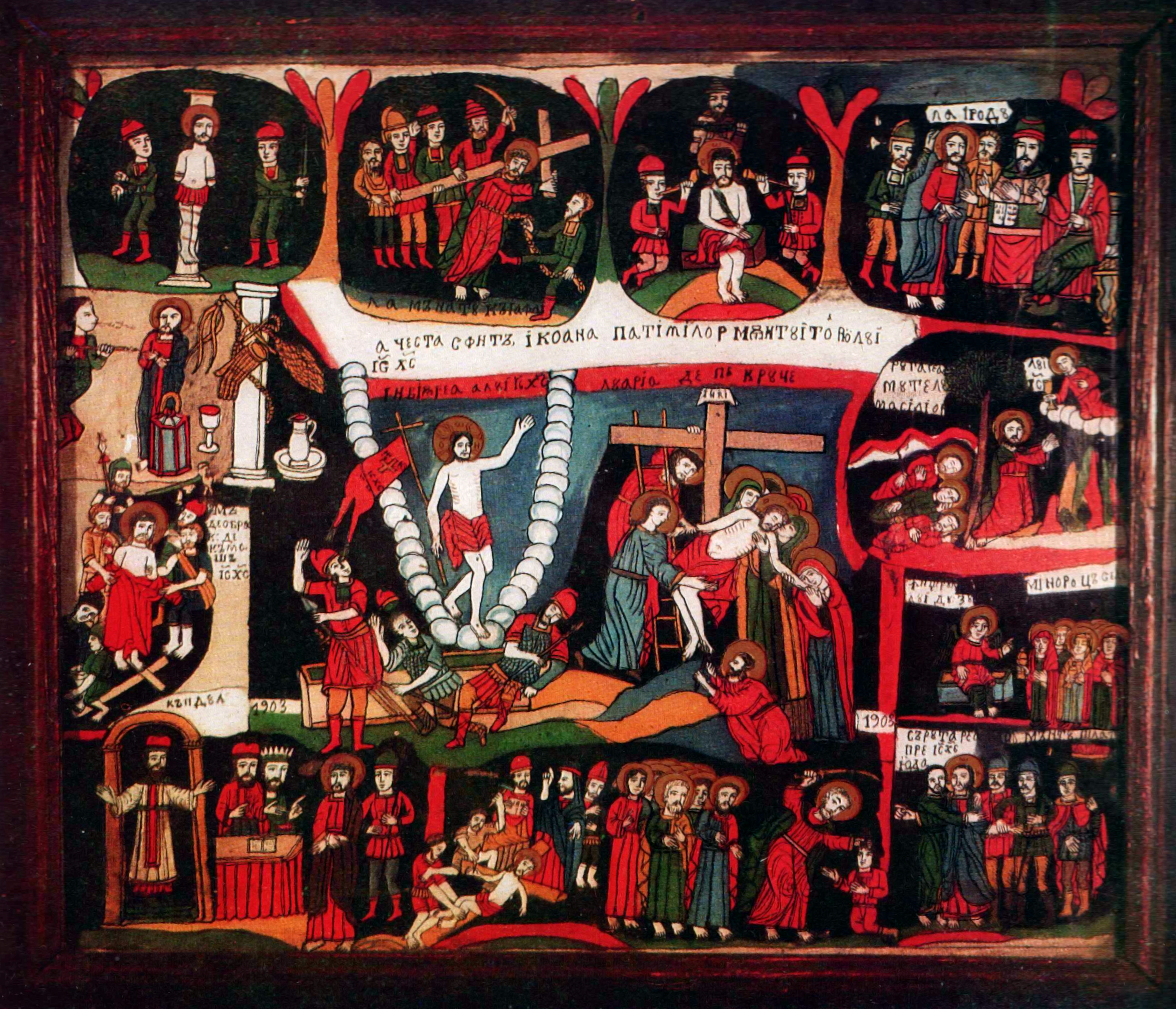
- Patimile Domnului ***
Matei Țimforea, icoană pe sticlă
Colecție particulară (Cârțișoara) (1903)
.......................................Pe icoană este scris următorul text „... Această sfântă icoană a Patimilor lui Isus”. Această lucrare este una din operele lui Țimforea care trebuie citită scenă cu scenă. Compoziția îi aparține întru-totul meșterului iconar. Narațiunea poveștii biblice este descrisă cu cele mai mici amănunte. Din afirmațiile etnografei Juliana Fabritius-Dancu rezultă că, Țimforea citea pasajele biblice înainte să se apuce de lucrare. După cum se vede în icoană, fondul negru este general pentru toate scenele figurate, el punând în prim-plan cromatica vie a autorului. Scenele icoanei sunt:
Rândul 1: Biciuirea • Isus ducându-și crucea (La mănatu Caiafa) • Batjocorirea • La Irodu
Rândul 2: Când dezbrac de cămașă Isus • Învierea lui Isus • Luaria de pe cruce • Rugarea lui Isus (pe) Muntele Măslinilor
Rândul 3 (dreapta): Îngerul lui D(umne)zeu; Minorosițele
Rândul 4: Judecata lui Isus • Răstignirea • Sărutarea pre Isus Iuda (Prinderea lui Isus)

Icoanele narative create de Țimforea, se adresau unei populații ce nu știa să scrie și să citească dar care, înțelegea limbajul pildelor biblice pe care iconarul le așternea pe sticlă. Satele din Țara Oltului, ca majoritatea celor din Transilvania, erau sate de iobagi. În aceste comunități, așa cum era și Cârțișoara și Arpașu de Sus, situația socială era și mai precară decât cea existentă din comunele libere.
Lucrul cel mai impresionant care a fost constatat la meșterul Matei, este că el nu și-a părăsit localitatea în care s-a născut. Sursele lui de inspirație au fost doar tematicile pe care le-a văzut în Biblie și în stampele sau xilogravurile pe care în mod întâmplător le-a putut vedea. În plus a mai văzut icoanele și frescele din biserica satului. Cercetătorii operei lui Țimforea au fost impresionați de prodigioasa fantezie de care a dat dovadă meșterul din Cârțișoara, în condițiile în care lumea satului de atunci era total lipsită de cărți cu ilustrații sau stampe. Un fapt care dă de gândit este că Țimforea a fost contemporan cu Badea Cârțan, cel care căra cărți cu desaga din Țara Românească.
Există în compozițiile lui Țimforea multe elemente pe care acesta nu le putea cunoaște decât din Biblie. Ele îmbracă un aspect plin de ciudățenie în pictura sa, dând impresia că s-au ivit dintr-o imaginație ce a fost alimentată doar de realitatea în care el trăia. Un exemplu este Barca lui Noe figurată în lucrarea Facerea lumii sub forma unei case țărănești, tipică pentru regiunea Făgărașului, ea fiind acoperită cu țiglă. Animalele care urcă în barcă sunt cele autohtone - berze, fazani, căprioare etc.
Decorul satului este compus din biserici, case modeste, păstori și țărani în portul obișnuit locului, dar și pompieri și soldați în uniforme maghiare. În afara acestui decor se pot vedea bărbați și femei de oraș, care au fost îmbrăcați după moda vremii (vezi alaiurile păcătoșilor din Judecata de Apoi), doamne cu podoabe și bijuterii. Nu există îndoială că Țimforea s-a inspirat pentru ilustrarea lumii orășenești din gravuri populare sau almanahuri.
Meșterul iconar s-a inspirat și după icoane făcute în alte părți. Un exemplu este icoana Judecata de Apoi, aflată în Colecția Scorobăț, 58 x 63cm, datată în 1898, care a fost realizată la comandă după o xilogravură de la Muntele Athos. Pe ea a figurat peste 200 de figuri diferite. Xilogravura se păstrează și azi lângă icoană, văzându-se cu claritate, într-un studiu comparativ, că toate icoanele cu aceeași temă făcute anterior anului 1898 sunt diferite compozițional. Pe această lucrarea, Țimforea a distribuit culoarea tonurilor pure pe o suprafață pe care a fragmentat-o în sute de mici pete, realizând astfel un mare echilibru cromatic.
Icoanele lui Țimforea au o valoare etnografică fără egal. Ea ar putea face parte dintr-un studiu colateral creației picturale, deoarece există o bogăție inepuizabilă de elemente ce au fost împrumutate din viața satului. Dar, nu numai înregistrarea lor este interesantă, cel mai interesant este conținutul moralizator pe care artistul l-a urmărit pentru figurarea lor. În plus de toate acestea, unele scene pictate de Matei, au fără îndoială și o doză consistentă de umor. Așa sunt preocupările păcătoșilor aflați în cortegiul care se îndreaptă către gura Iadului. Desigur că Țimforea le socotea deșertăciuni sau pierdere de vreme. Astfel, în fruntea păcătoșilor se află lăutarii, cimpoierii, clarinetiștii, după ei urmau perechile de îndrăgostiți, un cuplu sub o umbrelă roșie, care merge ținându-se de mână, un domn elevat care citește o carte și o țărancă tânără care este însoțită de un ofițer cu sabie. Este de remarcat faptul că în grupul de păcătoși nu există niciun țăran, ci doar domni cu haine nemțești, dar și un popă în anteriu de la oraș.
Într-o Judecată de Apoi, expusă la Muzeul Civilizației Populare Tradiționale „ASTRA” din Sibiu, Matei Țimforea a înfățișat un cârciumar care botează vinul și-l oferă sătenilor așezați în jurul unui butoi. Același personaj îl figurează și în registrul inferior, arzând în focul Gheenei, ca pedeapsă că și-a înșelat consătenii cu vin botezat. Același mesaj, artistul popular l-a înfățișat într-o altă tematică dragă lui - Povestea sărmanului Lazăr. Aici apare Lazăr căruia i se aruncă oase de la masa celui bogat, figurat așezat la o masă bogată cu lăutari. Artistul a scris pe o icoană similară că „Bogatul ospătează, Lazăr lăcrimează”, datată 1877 din aceeași colecție a muzeului. Lângă Lazăr, se află câțiva câini care-i ling rănile și îi fură oasele. Însă, într-un registru mai sus, Lazăr apare în poala lui Avram aflat sub pomul raiului. În același timp, bogații mâncăcioși ard în flăcările Iadului.
Matei Țimforea a dat dovadă în compozițiile pe care le-a realizat de o ironie ascuțită, care a făcut narațiunea mai convingătoare, accentele satirice la care a apelat în mai toate tematicile pe care le-a abordat, spun analiștii operei sale, s-ar datora nedreptății sociale pe care el a resimțit-o pe deplin în toată viața sa.

### Desenul

Chenare folosite de Matei Țimforea

Dacă desenul pe care l-a afișat Savu Moga este plin de siguranță și vervă, acest lucru nu este reflectat de desenul lui Țimforea. Linia acestuia este tremurată, are întreruperi și pare că nu a fost obținută printr-o simplă trăsătură. Personajele pe care le-a desenat din imaginație nu au grație, trupurile sunt înscrise într-un dreptunghi și capetele într-un pătrat. Tipologia grafică a icoanelor lui Țimforea se manifestă și în umplerea spațiilor goale cu decorații florale cu ramuri, fără ca ele să fie dimensionate corespunzător în raport cu personajele pe care le încadrează. Același lucru se întâmplă și la elementele de arhitectură sau la peisaje. Ramura reprezentativă, care apare ca element distinctiv la toate lucrările lui Matei, este o tijă alungită ce este întreruptă pe alocuri de flori rotunde, care sunt alternate cu frunze desenate simetric. Similar cu icoanele lui Moga, portretele nu sunt așezate pe fonduri liniștite, ci au o susținere conferită de elementele decorative la care artistul a apelat din cauza așa numitului horror vacui. Această oroare de spațiul vid se manifestă în momentul în care compoziția nu are la baza sa o concepție stilistică riguroasă care să o articuleze fără necesitatea unor elemente de umplutură.
Vegetația decorativă la care a apelat artistul popular, uneori se distanțează de reprezentarea naturalistă. Apar astfel cidățenii, cum sunt copacii cu trunchiuri zvelte, care au trei rânduri de coroane cu frunze în evantai. Se crede că acest mod de a face compoziția ar fi tributară icoanelor pe lemn sau picturii murale pe care artistul le-a văzut prin bisericile satului. Aceste elemente vegetale de sorginte tropicală, s-au transmis și în opera lui Țimforea prin intermediul artei persane și bizantine. În momentul în care Matei a desenat liber, părăsind izvodul, ductul liniei s-a schimbat. Repetarea unor forme l-a făcut să aibă o trăsătură a linei mai sigură, elegantă și stăpânită, în timp ce la desenul liber, se vede clar că aceste calități au dispărut.
De cele mai multe ori, compozițiile lui Țimforea au și o literatură explicativă înscrisă cu duct egal, într-un mod plin de stângăcie, în litere chirilice. El nu a intenționat să imite caracterele ce apar în pictura murală sau pe imprimate. Dar, ele au numeroase greșeli de redactare.

### Cromatica
Dacă la Savu Moga, culoarea era un mijloc de expresie, la Țimforea, ea a fost folosită pentru alternarea suprafețelor și pentru a desprinde personajele de decorul aflat pe un fond alb, încălzit pe alocuri cu roz. Pe fondul alb, narațiunea scenelor se desfășoară cu o intensitate egală, ele fiind articulate cu tonurile obișnuite de negru, auriu, galben deschis, brun, negru, ocru, verde, albastru sau roșu.
Culoarea nu este valorată în opera lui Țimforea. Ea a fost așternută în tonuri plate, mai ales pe chipurile sfinților, asta contrastând puternic, prin comparație cu modelajul fin al capetelor lui Moga.
În momentul când a avut de rezolvat suprafețele mari, desfășurate de veșminte în portretele cu sfinți, el a recurs la tehnica majorității iconarilor de atunci, aceea de a închide tonurile prin stratificarea de linii albe, care urmăresc linia faldurilor și contururile veșmintelor. Cealaltă modalitate folosită, comună de altfel, a fost figurarea de arabescuri peste forma desenată.
Un contemporan de-al artistului, Nicolae Silca din Cârțișoara, și-a amintit că Țimforea își prepara culorile punându-le în coji de nucă sau de ouă. Liantul vopselelor era o soluție din rășină de brad, așa numita apă voinicească.

### In memoriam
Dacă opera lui Savu Moga s-a păstrat cu precădere în Colecția Brăiloiu, icoanele lui Matei s-au păstrat în Colecția poetului Aurel Rău din Cluj și în unele muzee. Matei a pictat până în ajunul decesului său. Afirmația este bazată pe existența într-o colecție din București a unei icoane cu tema Maica Domnului jalnică, care este datată cu anul 1905. Fiii lui au plecat din Cârțișoara și nu l-au ajutat la bătrânețe. Ioan Purcariu-Țimforea s-a căsătorit la Bradu, lângă Avrig. La o cercetare făcută de etnografii Dancu la Avrig, în deceniul al șaselea al secolului al XX-lea, nu s-a găsit nicio icoană făcută de familia Purcariu. La decesul artistului, el a fost înmormântat în cimitirul din Cârțișoara-Oprea, într-un loc necunoscut astăzi.
Datorită eforturilor pe care le-a făcut pictorul Oscar Ionescu, în anul 1968, s-a înființat la Cârțișoara un mic muzeu de artă țărănească, dedicat cu precădere operei lui Matei Țimforea.

## Galerie imagini

Alte icoane realizate de Matei Țimforea
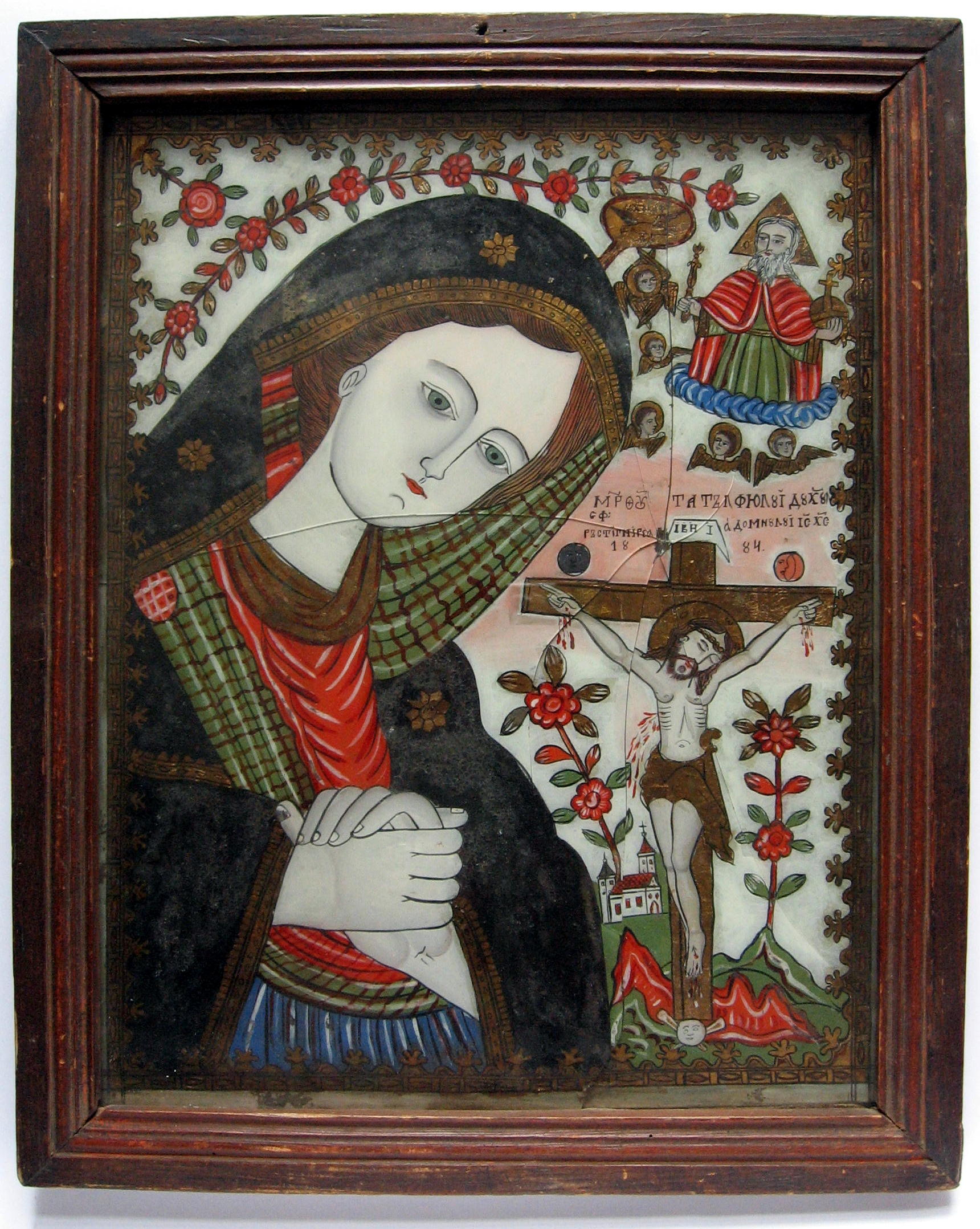
Maica Domnului Îndurerată
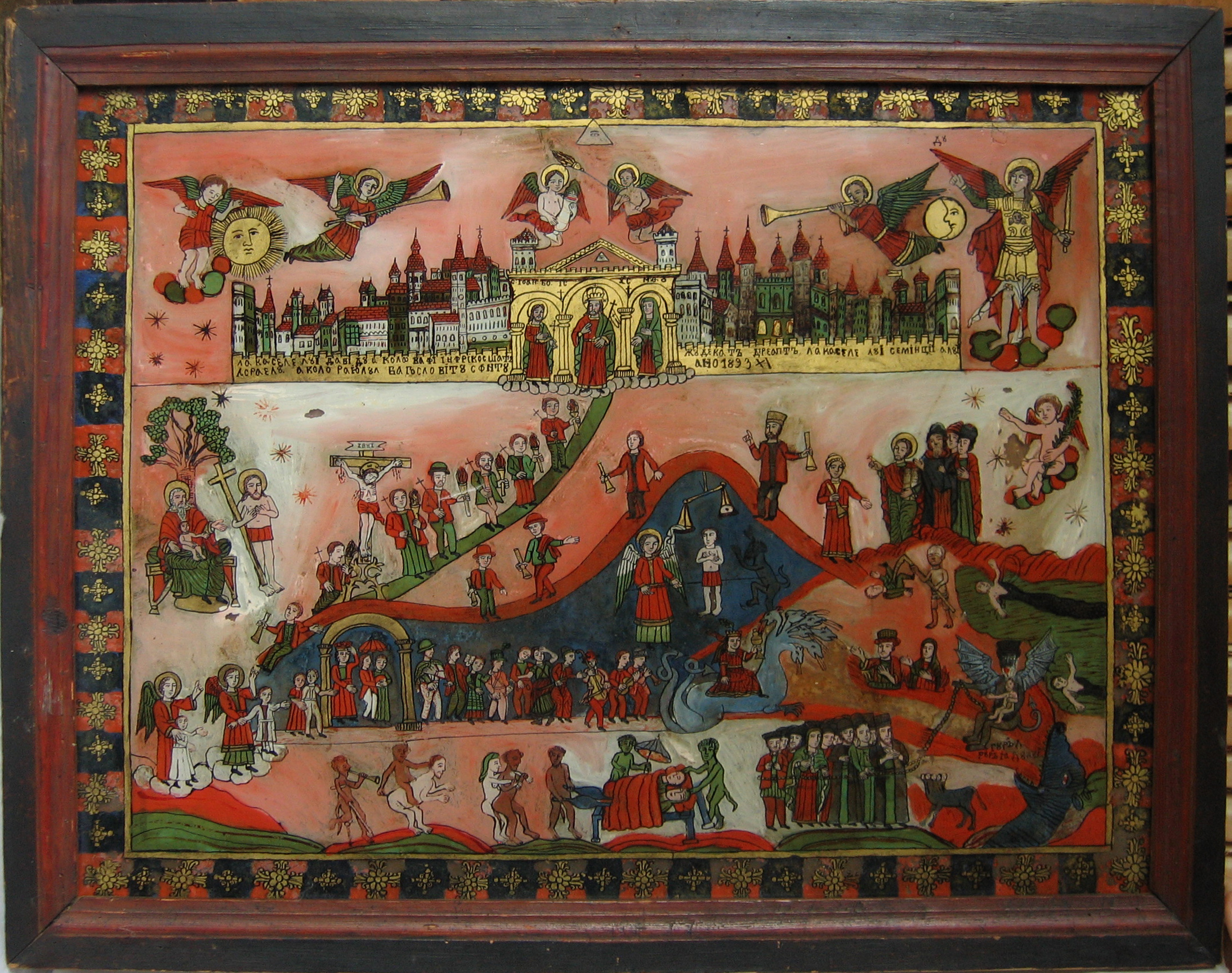
Înficoşătoarea Judecată de Apoi
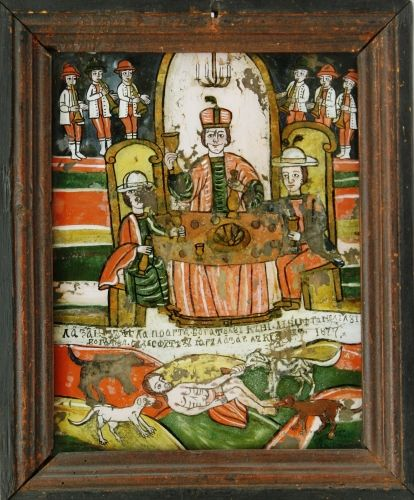
Sâmbăta lui Lazăr
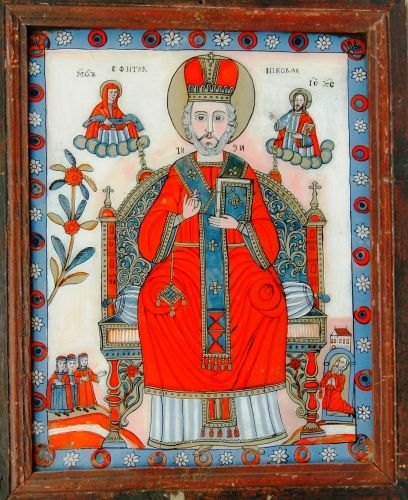
Sfântul ierarh Nicolae